# Вечерас вас забављају музичари који пију
«Вечерас вас забављају музичари који пију» (латиницей Večeras vas zabavljaju muzičari koji piju, рус. Сегодня вечером вас развлекают пьющие музыканты) — пятый студийный альбом югославской рок-группы «Рибља чорба», вышедший в 1984 году.
Лейбл ПГП-РТБ не согласился на условия группы, в первую очередь, на микширование альбома в Лондоне, поэтому был подписан контракт с Jugoton. Из-за мрачной, депрессивной атмосферы альбом был не настолько успешен, как предыдущие работы группы. Три песни: «Минут ћутања», «Мангупи вам кваре дете» и «Немој да кажеш моме дечку», были признаны Хорватским комитетом культуры неприемлемыми с моральной точки зрения, а песня «Бесни пси» и вовсе вызвала международный скандал из-за своего текста. Посольства трёх арабских стран и Заира посчитали, что автор песни Бора Джорджевич сравнил, в частности, арабских студентов с бешеными псами. Министерство культуры СФРЮ инициировало анализ песни экспертами, по итогам которого её публичное исполнение было запрещено. Всё это привело к повышению стоимости альбома, в результате было продано всего 102 тысячи экземпляров. Даже при таком небольшом тираже альбом стал самым продаваемым в Югославии в 1984 году.
Момчило Баягич на тот момент уже начал сольную карьеру, но несмотря на это, поучаствовал в написании песен для альбома, написав две песни целиком и сочинив музыку ещё к трём. Наиболее известной композицией стала баллада «Кад ходаш», автором которой был именно Баягич. Вицко Милатович проходил службу в армии, поэтому на альбоме играл Владимир Голубович, будущий ударник группы «Бајага и инструктори». «Вечерас вас забављају музичари који пију» стал единственным альбомом «Рибља чорба», в записи которого принял участие Голубович; также он стал последним для Баягича и Райко Койича: в июле 1984 года они были выведены из состава группы.

## Список композиций
Сторона А
1. «Казабланка» (М. Баягич, Б. Джорджевич) — 3:39
2. «Музичари који пију» (М. Баягич) — 2:16
3. «Мангупи вам кваре дете» (М. Баягич, Б. Джорджевич) — 2:04
4. «Џукеле ће ме докусурити» (Р. Койич, М. Баягич, Б. Джорджевич) — 3:24
5. «Немој да кажеш моме дечку» (М. Алексич, Б. Джорджевич, М. Баягич) — 3:45
6. «Глупости» (Б. Джорджевич) — 3:21

Сторона Б
1. «Прича о Жики Живцу» (М. Алексич, Б. Джорджевич) — 3:04
2. «Бесни пси» (Б. Джорджевич) — 4:23
3. «Кад ходаш» (М. Баягич) — 4:06
4. «Минут ћутања» (Р. Койич, Б. Джорджевич) — 3:26
5. «Равнодушан према плачу» (Б. Джорджевич) — 3:18

## Участники записи
- Бора Джорджевич — вокал
- Райко Койич — гитара
- Момчило Баягич — гитара
- Миша Алексич — бас-гитара
- Владимир Голубович — ударные